# Xenanastatus partisanguineus
Xenanastatus partisanguineus är en stekelart som först beskrevs av Girault 1923.  Xenanastatus partisanguineus ingår i släktet Xenanastatus och familjen hoppglanssteklar. Inga underarter finns listade i Catalogue of Life.